# Pseudagrion cingillum
Pseudagrion cingillum là một loài chuồn chuồn kim trong họ Coenagrionidae.
Pseudagrion cingillum được Brauer miêu tả khoa học năm 1869.